# جيف روسو
جيف روسو (بالإنجليزية: Jeff Russo)‏ (ولد في 31 أغسطس 1969) هو ملحن أمريكي، و كاتب أغاني، وعازف جيتار، ومغني ومنتج موسيقي، اشتهر كأحد المؤسسين لفرقة روك تونيك. وهو أيضا عضو مؤسس في فرقة الروك لو ستارز.

## ألبوماته
قائمة مفصلة لأعمال روسو الفنية.

### فرقة تونيك
| سنة الإصدار | الألبوم                                           |
| ----------- | ------------------------------------------------- |
| 1996        | "Lemon Parade"                                    |
| 1999        | "Live and Enhanced"                               |
| 1999        | "Sugar"                                           |
| 2002        | "Head on Straight"                                |
| 2009        | "A Casual Affair: The Best of Tonic"              |
| 2010        | "Tonic"                                           |
| 2016        | "Lemon Parade - Acoustic\|Lemon Parade Revisited" |

### ضيف مشارك
| سنة الإصدار | الألبوم               |
| ----------- | --------------------- |
| 2016        | "When I Think of You" |

### فرقة لو ستارز
| سنة الإصدار | الألبوم                  |
| ----------- | ------------------------ |
| 2007        | "Calling All Friends EP" |
| 2007        | "Low Stars"              |

### منفرد
| سنة الإصدار | الألبوم                      |
| ----------- | ---------------------------- |
| 2007-08     | "Make Me Feel Good About Me" |

### موسيقى تصويرية
| سنة الإصدار | مسلسل               |
| ----------- | ------------------- |
| 2014–15     | فارغو               |
| 2015        | توت                 |
| 2016        | فارغو الموسم الثاني |
| 2016        | "American Gothic"   |
| 2016        | في ليلة             |
| 2017        | ليجون               |

## وصلات خارجية
- موقع جيف روسو (بالإنجليزية)
- صفحة جيف روسو على ماي سبيس(بالإنجليزية)
- موقع فرقة لو ستارز(بالإنجليزية)
- جيف روسو على موقع IMDb (الإنجليزية)
- جيف روسو على موقع ميوزك برينز (الإنجليزية)
- جيف روسو على موقع أول ميوزيك (الإنجليزية)
- جيف روسو على موقع ديسكوغز (الإنجليزية)
- جيف روسو على موقع قاعدة بيانات الفيلم (الإنجليزية)